# 日劇ダンシングチーム
日劇ダンシングチーム（にちげきダンシングチーム）とは、1936年1月13日に日本劇場でデビューした日本の舞踊集団。略称「NDT」。
1977年4月24日に定期公演を終了、1981年2月15日、日本劇場の閉館とともに解散。
黒澤明監督『隠し砦の三悪人』、本多猪四郎監督『モスラ』などの東宝映画やホームグラウンドである日劇で開催された日劇ウエスタンカーニバルにも出演した。

## 沿革

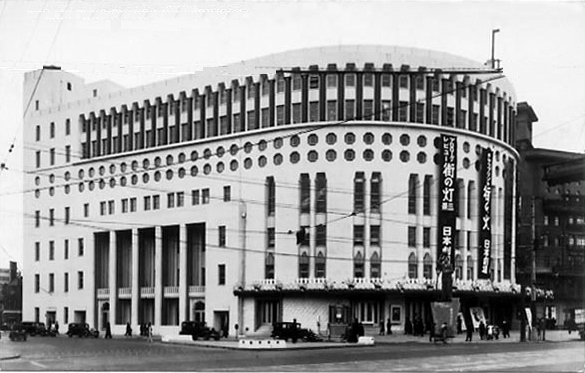
1934年の日劇

- 1935年9月、東宝傘下となった日本劇場でショウ・ダンサーを募集。秦豊吉の下にレッスンが始まる。
- 1936年1月13日からの演目「ジャズとダンス」として、初公演。
- 1936年6月11日から6月30日の第4回公演から初めて「日劇ダンシングチーム」を名乗る。
- 1938年8月、来日した「ヒトラーユーゲント」の代表者30名のための歓迎公演[1]。
- 1940年から1945年までは東宝舞踊隊と名乗る。泰國舞踏、朝鮮バレーなども演目に含むようになる。
- 1941年11月26日から12月19日、東宝慰問隊の一団に参加して、広東や海南島、インドシナ（仏印）など訪れ、1日数回の慰問公演を精力的にこなした[2]。
- 1943年1月14日公開の映画『阿片戦争』、同年4月1日公開の映画『兵六夢物語』に東宝舞踏隊として出演。
- 1944年3月1日、政府によって公演停止命令。
- 1945年12月、日劇ダンシングチームとして公演再開。
- 1947年から翌年にかけての東宝争議にも有志が参加[3]。
- 1948年4月22日、会社側が日本映画演劇労働組合（日映演）組合員の日劇ダンシングチームの4名との契約を解除[4]。7月5日の衆議院労働委員会で日劇ダンシングチームの5人の日映演組合員が組合活動を理由に解雇されたこと、その他の組合員については、脱退声明書に署名捺印させて、日映演を脱退させたことが報告された[5]。
- 1950年5月7日、大量解雇を含む再建案のなかに日劇ダンシングチームの独立採算制の実施が示された[6]。
- 1958年12月23日の衆議院大蔵委員会で、入場税の問題に関連して日本社会党の竹谷源太郎議員が「日劇ダンシング・チームというのは毎月百万ずつの赤字を出している」と報告[7]。
- 1977年4月24日に最終公演を開いた。
- 1981年2月15日、「日本劇場 さよなら公演サヨナラ日劇フェスティバル」の最終日出演をもって、日劇ダンシングチームが解散。

## 出身者
| - 谷桃子 - 清水秀男(振付・演出) - 松山樹子 - 松尾明美 - 東勇作 - 益田隆 - 小林トシ子 - 中田康子 - 根岸明美 - 西川純代 | - 神崎一人 - 北原三枝（石原まき子） - 三浦光子 - 丹下キヨ子 - 重山規子 - 森田敏子 - 鹿島とも子 - 土居甫 - 香椎くに子 - 星野和子（相田翔吾の母。オフィス星野代表取締役） | - 柴田つる子 - 白石冬美（賢プロダクション移籍後、死去） - 藤村俊二（故人） - 青木湯之助 - 真島茂樹（マツケンサンバ振付師、故人） - あぜち守 - 安藤矩子 - 加藤まさかつ - 大堀早苗 - 渡部玲子（万里れい子、森田公一とトップギャランメンバー） - 江川（江河）愛司 |

## 関連人物
- トニー谷